# الولي (يريم)

تعديل مصدري - تعديل

الولي محلة تابعة لقرية جبل مطير، التابعة لعزلة عراس بمديرية يريم إحدى مديريات محافظة إب في الجمهورية اليمنية.، بلغ تعداد سكانها 143 حسب تعداد اليمن لعام 2004.